# 先天性腎上腺發育不良
先天性腎上腺發育不良是一種遺傳病，包含了四個類型，分別是性染色體隱性遺傳型、體染色體隱性遺傳型、體染色體隱性遺傳型及IMAGE症候群。
其發生率為1/12500，其發生率就臨床經驗來說應是低於先天腎上腺增生。
遺傳方面，其遺傳方式為不同類型各有不同基因。